# Liste der Nummer-eins-Hits in den britischen Charts (2018)
Dies ist eine Liste der Nummer-eins-Hits in den britischen Charts im Jahr 2018. Sie basiert auf den Official Singles Chart Top 100 und den Albums Chart Top 100, die von der Official Charts Company ermittelt werden.
Die britischen Charts werden unmittelbar nach Ende der Verkaufswoche veröffentlicht und gelten für die der Verkaufswoche folgende Woche. Ausgabedatum ist der letzte Tag der Woche, also der Donnerstag eine Woche nach Ende der Verkaufswoche.

## Singles
| ← 2017 ← | Liste der Nummer-eins-Hits in den britischen Charts | Liste der Nummer-eins-Hits in den britischen Charts   | Liste der Nummer-eins-Hits in den britischen Charts | 2019 →                    |
| \| Zeitraum \| Wo. ges. \| Interpret \| Titel Autor(en) \| Zusätzliche Informationen \| \| (Zeitraum, Wochen auf Platz eins, Interpret, Titel, Autor[en], zusätzliche Informationen) \| \| \| \| \| \| ----------------------------------------------------------------------------------------- \| -------- \| ----------------------------------------------------- \| -------------------------------------------------------------------------------------------------------------------------------------------------------------------------------------------------------------------------------------------------------------------------------------- \| ------------------------- \| \| 8. Dezember 2017 – 18. Januar 2018 6 Wochen \| 6 \| Ed Sheeran \| Perfect Ed Sheeran \| – \| \| 19. Januar 2018 – 25. Januar 2018 1 Woche \| 1 \| Eminem feat. Ed Sheeran \| River Marshall Mathers, Ed Sheeran, Emile Haynie \| – \| \| 26. Januar 2018 – 29. März 2018 9 Wochen \| 9 \| Drake \| God’s Plan Aubrey Graham, Ronald LaTour, Daveon Jackson, Matthew Samuels, Noah Shebib \| – \| \| 30. März 2018 – 5. April 2018 1 Woche \| 1 \| Rudimental feat. Jess Glynne, Macklemore & Dan Caplen \| These Days Amir Amor, Kesi Dryden, Piers Aggett, Leon „DJ Locksmith“ Rolle, Daniel Caplen, Jamie Scott, Julian Bunetta, John Ryan, Ben Haggerty \| – \| \| 6. April 2018 – 12. April 2018 1 Woche \| 1 \| Lil Dicky feat. Chris Brown \| Freaky Friday David Burd, Christopher Brown, Magnus August Høiberg, Lewis Hughes, Wilbart McCoy III, Joshua Coleman, Dijon McFarlane, Benjamin Levin, Nicholas Audino \| – \| \| 13. April 2018 – 19. April 2018 1 Woche \| 1 \| Drake \| Nice for What Aubrey Graham, Shane Lindstrom, Alan Bergman, Marilyn Bergman, Dennis David Coles, Robert F. Diggs, Gary E. Grice, Marvin Hamlisch, Chauncey Lamont Hawkins, Lauryn N. Hill, Jason S. Hunter, Russell T. Jones, Clifford Smith, Corey Woods, Orville Hall, Phillip Price \| – \| \| 20. April 2018 – 14. Juni 2018 8 Wochen \| 8 \| Calvin Harris & Dua Lipa \| One Kiss Adam Wiles, Dua Lipa, Jessie Reyez \| – \| \| 15. Juni 2018 – 21. Juni 2018 1 Woche \| 1 \| Jess Glynne \| I’ll Be There Jess Glynne, Henrik Barman, Michelsen Edvard, Førre Erfjord, Fin Dow-Smith, Camille Purcell, Jerker Hansson \| – \| \| 22. Juni 2018 – 28. Juni 2018 1 Woche \| 1 \| Clean Bandit feat. Demi Lovato \| Solo Grace Chatto, Jack Patterson, Demi Lovato, Camille Purcell, Fred Gibson \| – \| \| 29. Juni 2018 – 12. Juli 2018 2 Wochen (insgesamt 4) \| 4 \| George Ezra \| Shotgun George Ezra, Joel Pott, Fred Gibson \| – \| \| 13. Juli 2018 – 19. Juli 2018 1 Woche \| 1 \| David Baddiel, Frank Skinner & The Lightning Seeds \| Three Lions Ian Broudie, David Baddiel, Frank Skinner \| – \| \| 20. Juli 2018 – 16. August 2018 4 Wochen \| 4 \| Drake \| In My Feelings Aubrey Graham, Benny Workman, Darius Harrison, Caresha Brownlee, Jatavia Johnson, Stephen Garrett, James Scheffer, Rex Zamor, Dwayne Carter, Renetta Lowe-Bridgewater, Orville Hall, Phillip Price, Noah Shebib \| – \| \| 17. August 2018 – 30. August 2018 2 Wochen (insgesamt 4) \| 4 \| George Ezra \| Shotgun George Ezra, Joel Pott, Fred Gibson \| – \| \| 31. August 2018 – 6. September 2018 1 Woche \| 1 \| Benny Blanco, Halsey & Khalid \| Eastside Benny Blanco, Ed Sheeran, Halsey, Khalid Robinson, Nathan Perez \| – \| \| 7. September 2018 – 11. Oktober 2018 5 Wochen (insgesamt 6) \| 6 \| Calvin Harris & Sam Smith \| Promises Sam Smith, Adam Wiles, Jessie Reyez \| – \| \| 12. Oktober 2018 – 18. Oktober 2018 1 Woche \| 1 \| Dave feat. Fredo \| Funky Friday David Orobosa Omoregie \| – \| \| 19. Oktober 2018 – 25. Oktober 2018 1 Woche (insgesamt 6) \| 6 \| Calvin Harris & Sam Smith \| Promises Sam Smith, Adam Wiles, Jessie Reyez \| – \| \| 26. Oktober 2018 – 8. November 2018 2 Wochen \| 2 \| Lady Gaga & Bradley Cooper \| Shallow Lady Gaga, Andrew Wyatt, Anthony Rossomando, Mark Ronson \| – \| \| 9. November 2018 – 20. Dezember 2018 6 Wochen \| 6 \| Ariana Grande \| Thank U, Next Ariana Grande, Charles Anderson, Michael Foster, Tayla Parx, Tommy Brown, Victoria McCants \| – \| \| 21. Dezember 2018 – 27. Dezember 2018 1 Woche \| 1 \| LadBaby \| We Built This City Bernie Taupin, Martin Page, Dennis Lambert, Peter Wolf \| – \| \| 28. Dezember 2018 – 24. Januar 2019 4 Wochen \| 4 \| Ava Max \| Sweet but Psycho Ava Max, Andreas Andersen Haukeland, Madison Love, Henry Walter \| – \| |                                                     |                                                       | |                           |
| ← 2017 |                                                     |                                                       | | → 2019 →                  |
| Zeitraum | Wo. ges.                                            | Interpret                                             | Titel Autor(en) | Zusätzliche Informationen |
| (Zeitraum, Wochen auf Platz eins, Interpret, Titel, Autor[en], zusätzliche Informationen) |                                                     |                                                       | |                           |
| 8. Dezember 2017 – 18. Januar 2018 6 Wochen | 6                                                   | Ed Sheeran                                            | Perfect Ed Sheeran | –                         |
| 19. Januar 2018 – 25. Januar 2018 1 Woche | 1                                                   | Eminem feat. Ed Sheeran                               | River Marshall Mathers, Ed Sheeran, Emile Haynie | –                         |
| 26. Januar 2018 – 29. März 2018 9 Wochen | 9                                                   | Drake                                                 | God’s Plan Aubrey Graham, Ronald LaTour, Daveon Jackson, Matthew Samuels, Noah Shebib | –                         |
| 30. März 2018 – 5. April 2018 1 Woche | 1                                                   | Rudimental feat. Jess Glynne, Macklemore & Dan Caplen | These Days Amir Amor, Kesi Dryden, Piers Aggett, Leon „DJ Locksmith“ Rolle, Daniel Caplen, Jamie Scott, Julian Bunetta, John Ryan, Ben Haggerty | –                         |
| 6. April 2018 – 12. April 2018 1 Woche | 1                                                   | Lil Dicky feat. Chris Brown                           | Freaky Friday David Burd, Christopher Brown, Magnus August Høiberg, Lewis Hughes, Wilbart McCoy III, Joshua Coleman, Dijon McFarlane, Benjamin Levin, Nicholas Audino | –                         |
| 13. April 2018 – 19. April 2018 1 Woche | 1                                                   | Drake                                                 | Nice for What Aubrey Graham, Shane Lindstrom, Alan Bergman, Marilyn Bergman, Dennis David Coles, Robert F. Diggs, Gary E. Grice, Marvin Hamlisch, Chauncey Lamont Hawkins, Lauryn N. Hill, Jason S. Hunter, Russell T. Jones, Clifford Smith, Corey Woods, Orville Hall, Phillip Price | –                         |
| 20. April 2018 – 14. Juni 2018 8 Wochen | 8                                                   | Calvin Harris & Dua Lipa                              | One Kiss Adam Wiles, Dua Lipa, Jessie Reyez | –                         |
| 15. Juni 2018 – 21. Juni 2018 1 Woche | 1                                                   | Jess Glynne                                           | I’ll Be There Jess Glynne, Henrik Barman, Michelsen Edvard, Førre Erfjord, Fin Dow-Smith, Camille Purcell, Jerker Hansson | –                         |
| 22. Juni 2018 – 28. Juni 2018 1 Woche | 1                                                   | Clean Bandit feat. Demi Lovato                        | Solo Grace Chatto, Jack Patterson, Demi Lovato, Camille Purcell, Fred Gibson | –                         |
| 29. Juni 2018 – 12. Juli 2018 2 Wochen (insgesamt 4) | 4                                                   | George Ezra                                           | Shotgun George Ezra, Joel Pott, Fred Gibson | –                         |
| 13. Juli 2018 – 19. Juli 2018 1 Woche | 1                                                   | David Baddiel, Frank Skinner & The Lightning Seeds    | Three Lions Ian Broudie, David Baddiel, Frank Skinner | –                         |
| 20. Juli 2018 – 16. August 2018 4 Wochen | 4                                                   | Drake                                                 | In My Feelings Aubrey Graham, Benny Workman, Darius Harrison, Caresha Brownlee, Jatavia Johnson, Stephen Garrett, James Scheffer, Rex Zamor, Dwayne Carter, Renetta Lowe-Bridgewater, Orville Hall, Phillip Price, Noah Shebib                                                         | –                         |
| 17. August 2018 – 30. August 2018 2 Wochen (insgesamt 4) | 4                                                   | George Ezra                                           | Shotgun George Ezra, Joel Pott, Fred Gibson | –                         |
| 31. August 2018 – 6. September 2018 1 Woche | 1                                                   | Benny Blanco, Halsey & Khalid                         | Eastside Benny Blanco, Ed Sheeran, Halsey, Khalid Robinson, Nathan Perez | –                         |
| 7. September 2018 – 11. Oktober 2018 5 Wochen (insgesamt 6) | 6                                                   | Calvin Harris & Sam Smith                             | Promises Sam Smith, Adam Wiles, Jessie Reyez | –                         |
| 12. Oktober 2018 – 18. Oktober 2018 1 Woche | 1                                                   | Dave feat. Fredo                                      | Funky Friday David Orobosa Omoregie | –                         |
| 19. Oktober 2018 – 25. Oktober 2018 1 Woche (insgesamt 6) | 6                                                   | Calvin Harris & Sam Smith                             | Promises Sam Smith, Adam Wiles, Jessie Reyez | –                         |
| 26. Oktober 2018 – 8. November 2018 2 Wochen | 2                                                   | Lady Gaga & Bradley Cooper                            | Shallow Lady Gaga, Andrew Wyatt, Anthony Rossomando, Mark Ronson | –                         |
| 9. November 2018 – 20. Dezember 2018 6 Wochen | 6                                                   | Ariana Grande                                         | Thank U, Next Ariana Grande, Charles Anderson, Michael Foster, Tayla Parx, Tommy Brown, Victoria McCants | –                         |
| 21. Dezember 2018 – 27. Dezember 2018 1 Woche | 1                                                   | LadBaby                                               | We Built This City Bernie Taupin, Martin Page, Dennis Lambert, Peter Wolf | –                         |
| 28. Dezember 2018 – 24. Januar 2019 4 Wochen | 4                                                   | Ava Max                                               | Sweet but Psycho Ava Max, Andreas Andersen Haukeland, Madison Love, Henry Walter | –                         |

## Alben
| ← 2017 ← | Liste der Nummer-eins-Hits in den britischen Charts | Liste der Nummer-eins-Hits in den britischen Charts | Liste der Nummer-eins-Hits in den britischen Charts      | 2019 →                    |
| \| Zeitraum \| Wo. ges. \| Interpret \| Titel \| Zusätzliche Informationen \| \| (Zeitraum, Wochen auf Platz eins, Interpret, Titel, zusätzliche Informationen) \| \| \| \| \| \| ------------------------------------------------------------------------------ \| -------- \| ----------------------------------------- \| -------------------------------------------------------- \| ------------------------- \| \| 29. Dezember 2017 – 11. Januar 2018 2 Wochen (insgesamt 20) \| 20 \| Ed Sheeran \| ÷ \| – \| \| 12. Januar 2018 – 29. März 2018 11 Wochen (insgesamt 28) \| 28 \| (Soundtrack) \| The Greatest Showman: Original Motion Picture Soundtrack \| – \| \| 30. März 2018 – 5. April 2018 1 Woche \| 1 \| George Ezra \| Staying at Tamara’s \| – \| \| 6. April 2018 – 12. April 2018 1 Woche (insgesamt 28) \| 28 \| (Soundtrack) \| The Greatest Showman: Original Motion Picture Soundtrack \| – \| \| 13. April 2018 – 19. April 2018 1 Woche \| 1 \| Kylie Minogue \| Golden \| – \| \| 20. April 2018 – 3. Mai 2018 2 Wochen (insgesamt 28) \| 28 \| (Soundtrack) \| The Greatest Showman: Original Motion Picture Soundtrack \| – \| \| 4. Mai 2018 – 10. Mai 2018 1 Woche \| 1 \| Post Malone \| Beerbongs & Bentleys \| – \| \| 11. Mai 2018 – 17. Mai 2018 1 Woche (insgesamt 28) \| 28 \| (Soundtrack) \| The Greatest Showman: Original Motion Picture Soundtrack \| – \| \| 18. Mai 2018 – 24. Mai 2018 1 Woche \| 1 \| Arctic Monkeys \| Tranquility Base Hotel & Casino \| – \| \| 25. Mai 2018 – 5. Juli 2018 6 Wochen (insgesamt 28) \| 28 \| (Soundtrack) \| The Greatest Showman: Original Motion Picture Soundtrack \| – \| \| 6. Juli 2018 – 26. Juli 2018 3 Wochen \| 3 \| Drake \| Scorpion \| – \| \| 27. Juli 2018 – 23. August 2018 4 Wochen (insgesamt 5) \| 5 \| (Soundtrack) \| Mamma Mia! Here We Go Again \| – \| \| 24. August 2018 – 30. August 2018 1 Woche \| 1 \| Ariana Grande \| Sweetener \| – \| \| 31. August 2018 – 6. September 2018 1 Woche (insgesamt 5) \| 5 \| (Soundtrack) \| Mamma Mia! Here We Go Again \| – \| \| 7. September 2018 – 4. Oktober 2018 4 Wochen \| 4 \| Eminem \| Kamikaze \| – \| \| 5. Oktober 2018 – 11. Oktober 2018 1 Woche \| 1 \| Rod Stewart \| Blood Red Roses \| – \| \| 12. Oktober 2018 – 18. Oktober 2018 1 Woche (insgesamt 2) \| 2 \| (Soundtrack) / Lady Gaga & Bradley Cooper \| A Star Is Born \| – \| \| 19. Oktober 2018 – 25. Oktober 2018 1 Woche \| 1 \| Jess Glynne \| Always In Between \| – \| \| 26. Oktober 2018 – 1. November 2018 1 Woche (insgesamt 2) \| 2 \| (Soundtrack) / Lady Gaga & Bradley Cooper \| A Star Is Born \| – \| \| 2. November 2018 – 8. November 2018 1 Woche \| 1 \| Andrea Bocelli \| Sì \| – \| \| 9. November 2018 – 15. November 2018 1 Woche \| 1 \| The Prodigy \| No Tourists \| – \| \| 16. November 2018 – 22. November 2018 1 Woche \| 1 \| Muse \| Simulation Theory \| – \| \| 23. November 2018 – 29. November 2018 1 Woche \| 1 \| Michael Bublé \| Love \| – \| \| 30. November 2018 – 6. Dezember 2018 1 Woche \| 1 \| Take That \| Odyssey \| – \| \| 7. Dezember 2018 – 13. Dezember 2018 1 Woche \| 1 \| The 1975 \| A Brief Inquiry into Online Relationships \| – \| \| 14. Dezember 2018 – 31. Januar 2019 7 Wochen (insgesamt 28) \| 28 \| (Soundtrack) \| The Greatest Showman: Original Motion Picture Soundtrack \| – \| |                                                     |                                                     |                                                          |                           |
| ← 2017 |                                                     |                                                     |                                                          | → 2019 →                  |
| Zeitraum | Wo. ges.                                            | Interpret                                           | Titel                                                    | Zusätzliche Informationen |
| (Zeitraum, Wochen auf Platz eins, Interpret, Titel, zusätzliche Informationen) |                                                     |                                                     |                                                          |                           |
| 29. Dezember 2017 – 11. Januar 2018 2 Wochen (insgesamt 20) | 20                                                  | Ed Sheeran                                          | ÷                                                        | –                         |
| 12. Januar 2018 – 29. März 2018 11 Wochen (insgesamt 28) | 28                                                  | (Soundtrack)                                        | The Greatest Showman: Original Motion Picture Soundtrack | –                         |
| 30. März 2018 – 5. April 2018 1 Woche | 1                                                   | George Ezra                                         | Staying at Tamara’s                                      | –                         |
| 6. April 2018 – 12. April 2018 1 Woche (insgesamt 28) | 28                                                  | (Soundtrack)                                        | The Greatest Showman: Original Motion Picture Soundtrack | –                         |
| 13. April 2018 – 19. April 2018 1 Woche | 1                                                   | Kylie Minogue                                       | Golden                                                   | –                         |
| 20. April 2018 – 3. Mai 2018 2 Wochen (insgesamt 28) | 28                                                  | (Soundtrack)                                        | The Greatest Showman: Original Motion Picture Soundtrack | –                         |
| 4. Mai 2018 – 10. Mai 2018 1 Woche | 1                                                   | Post Malone                                         | Beerbongs & Bentleys                                     | –                         |
| 11. Mai 2018 – 17. Mai 2018 1 Woche (insgesamt 28) | 28                                                  | (Soundtrack)                                        | The Greatest Showman: Original Motion Picture Soundtrack | –                         |
| 18. Mai 2018 – 24. Mai 2018 1 Woche | 1                                                   | Arctic Monkeys                                      | Tranquility Base Hotel & Casino                          | –                         |
| 25. Mai 2018 – 5. Juli 2018 6 Wochen (insgesamt 28) | 28                                                  | (Soundtrack)                                        | The Greatest Showman: Original Motion Picture Soundtrack | –                         |
| 6. Juli 2018 – 26. Juli 2018 3 Wochen | 3                                                   | Drake                                               | Scorpion                                                 | –                         |
| 27. Juli 2018 – 23. August 2018 4 Wochen (insgesamt 5) | 5                                                   | (Soundtrack)                                        | Mamma Mia! Here We Go Again                              | –                         |
| 24. August 2018 – 30. August 2018 1 Woche | 1                                                   | Ariana Grande                                       | Sweetener                                                | –                         |
| 31. August 2018 – 6. September 2018 1 Woche (insgesamt 5) | 5                                                   | (Soundtrack)                                        | Mamma Mia! Here We Go Again                              | –                         |
| 7. September 2018 – 4. Oktober 2018 4 Wochen | 4                                                   | Eminem                                              | Kamikaze                                                 | –                         |
| 5. Oktober 2018 – 11. Oktober 2018 1 Woche | 1                                                   | Rod Stewart                                         | Blood Red Roses                                          | –                         |
| 12. Oktober 2018 – 18. Oktober 2018 1 Woche (insgesamt 2) | 2                                                   | (Soundtrack) / Lady Gaga & Bradley Cooper           | A Star Is Born                                           | –                         |
| 19. Oktober 2018 – 25. Oktober 2018 1 Woche | 1                                                   | Jess Glynne                                         | Always In Between                                        | –                         |
| 26. Oktober 2018 – 1. November 2018 1 Woche (insgesamt 2) | 2                                                   | (Soundtrack) / Lady Gaga & Bradley Cooper           | A Star Is Born                                           | –                         |
| 2. November 2018 – 8. November 2018 1 Woche | 1                                                   | Andrea Bocelli                                      | Sì                                                       | –                         |
| 9. November 2018 – 15. November 2018 1 Woche | 1                                                   | The Prodigy                                         | No Tourists                                              | –                         |
| 16. November 2018 – 22. November 2018 1 Woche | 1                                                   | Muse                                                | Simulation Theory                                        | –                         |
| 23. November 2018 – 29. November 2018 1 Woche | 1                                                   | Michael Bublé                                       | Love                                                     | –                         |
| 30. November 2018 – 6. Dezember 2018 1 Woche | 1                                                   | Take That                                           | Odyssey                                                  | –                         |
| 7. Dezember 2018 – 13. Dezember 2018 1 Woche | 1                                                   | The 1975                                            | A Brief Inquiry into Online Relationships                | –                         |
| 14. Dezember 2018 – 31. Januar 2019 7 Wochen (insgesamt 28) | 28                                                  | (Soundtrack)                                        | The Greatest Showman: Original Motion Picture Soundtrack | –                         |

## Jahreshitparaden
| ← 2017 ← | Liste der Nummer-eins-Hits in den britischen Charts | Liste der Nummer-eins-Hits in den britischen Charts                   | Liste der Nummer-eins-Hits in den britischen Charts | 2019 →   |
| \| Singles \| Position# \| Alben \| \| -------------------------------------------------------------------------------------------------------------------------------------------------------------------------------------------------------------------------------------------------------------------------------------------- \| --------- \| --------------------------------------------------------------------- \| \| One Kiss Calvin Harris & Dua Lipa Adam Wiles, Dua Lipa, Jessie Reyez \| 1 \| The Greatest Showman: Original Motion Picture Soundtrack (Soundtrack) \| \| God’s Plan Drake Aubrey Graham, Ronald LaTour, Daveon Jackson, Matthew Samuels, Noah Shebib \| 2 \| Staying at Tamara’s George Ezra \| \| Shotgun George Ezra , Joel Pott, Fred Gibson \| 3 \| ÷ Ed Sheeran \| \| This Is Me Keala Settle & the Greatest Showman Ensemble Benj Pasek, Justin Paul \| 4 \| Mamma Mia! Here We Go Again (Soundtrack) \| \| These Days Rudimental feat. Jess Glynne, Macklemore & Dan Caplen Amir Amor, Kesi Dryden, Piers Aggett, Leon „DJ Locksmith“ Rolle, Daniel Caplen, Jamie Scott, Julian Bunetta, John Ryan, Ben Haggerty \| 5 \| Scorpion Drake \| \| Perfect Ed Sheeran \| 6 \| Beerbongs & Bentleys Post Malone \| \| Nice for What Drake Aubrey Graham, Shane Lindstrom, Alan Bergman, Marilyn Bergman, Dennis David Coles, Robert F. Diggs, Gary E. Grice, Marvin Hamlisch, Chauncey Lamont Hawkins, Lauryn N. Hill, Jason S. Hunter, Russell T. Jones, Clifford Smith, Corey Woods, Orville Hall, Phillip Price \| 7 \| A Star Is Born Lady Gaga & Bradley Cooper \| \| Paradise George Ezra \| 8 \| Love Michael Bublé \| \| No Tears Left to Cry Ariana Grande , Max Martin, Ilya Salmanzadeh, Savan Kotecha \| 9 \| Dua Lipa \| \| Feel It Still Portugal. The Man Robert Bateman, Zachary Scott Carothers, Freddie Gorman, John Baldwin Gourley, John Hill, Brian Holland, Eric Andrew Howk, Kyle O’Quin, Jason Wade Sechrist, Asa Taccone \| 10 \| Kamikaze Eminem \| |                                                     |                                                                       |                                                     |          |
| ← 2017 |                                                     |                                                                       |                                                     | → 2019 → |
| Singles | Position#                                           | Alben                                                                 |                                                     |          |
| One Kiss Calvin Harris & Dua Lipa Adam Wiles, Dua Lipa, Jessie Reyez | 1                                                   | The Greatest Showman: Original Motion Picture Soundtrack (Soundtrack) |                                                     |          |
| God’s Plan Drake Aubrey Graham, Ronald LaTour, Daveon Jackson, Matthew Samuels, Noah Shebib | 2                                                   | Staying at Tamara’s George Ezra                                       |                                                     |          |
| Shotgun George Ezra , Joel Pott, Fred Gibson | 3                                                   | ÷ Ed Sheeran                                                          |                                                     |          |
| This Is Me Keala Settle & the Greatest Showman Ensemble Benj Pasek, Justin Paul | 4                                                   | Mamma Mia! Here We Go Again (Soundtrack)                              |                                                     |          |
| These Days Rudimental feat. Jess Glynne, Macklemore & Dan Caplen Amir Amor, Kesi Dryden, Piers Aggett, Leon „DJ Locksmith“ Rolle, Daniel Caplen, Jamie Scott, Julian Bunetta, John Ryan, Ben Haggerty | 5                                                   | Scorpion Drake                                                        |                                                     |          |
| Perfect Ed Sheeran | 6                                                   | Beerbongs & Bentleys Post Malone                                      |                                                     |          |
| Nice for What Drake Aubrey Graham, Shane Lindstrom, Alan Bergman, Marilyn Bergman, Dennis David Coles, Robert F. Diggs, Gary E. Grice, Marvin Hamlisch, Chauncey Lamont Hawkins, Lauryn N. Hill, Jason S. Hunter, Russell T. Jones, Clifford Smith, Corey Woods, Orville Hall, Phillip Price | 7                                                   | A Star Is Born Lady Gaga & Bradley Cooper                             |                                                     |          |
| Paradise George Ezra | 8                                                   | Love Michael Bublé                                                    |                                                     |          |
| No Tears Left to Cry Ariana Grande , Max Martin, Ilya Salmanzadeh, Savan Kotecha | 9                                                   | Dua Lipa                                                              |                                                     |          |
| Feel It Still Portugal. The Man Robert Bateman, Zachary Scott Carothers, Freddie Gorman, John Baldwin Gourley, John Hill, Brian Holland, Eric Andrew Howk, Kyle O’Quin, Jason Wade Sechrist, Asa Taccone | 10                                                  | Kamikaze Eminem                                                       |                                                     |          |